# Škoda 1202
Škoda 1202, také známá pod lidovým označením Stejšn, byl osobní nebo lehký užitkový automobil klasické koncepce, vyvinutý a vyráběný ve vrchlabském závodě AZNP. Jednalo se o modernizaci předcházejícího typu Škoda 1201, od kterého se lišila především novou karoserií. Vůz vznikl jako dočasná náhrada trambusového užitkového vozu (pozdější Škoda 1203), jehož vývoj se opožďoval a přerušoval. Nejčastěji vyráběnými variantami byly kombi (STW) a sanitka, mezi další patřila dodávka, pick-up a pohřební vůz. Všechny varianty (kromě pick-upu) měly do značné míry unifikovanou karoserii, což přispělo k racionalizaci produkce. Během let 1961–1973 bylo vyrobeno kolem 60 000 vozidel všech verzí vozů ve 40 výrobních sériích.
Značný počet vozů byl exportován ve formě podvozků určených pro konečnou montáž v zahraničí, především v Turecku. Tam bylo vyvezeno asi 10 tisíc podvozků, na místě dohotovovaných do podoby pick-upů. Výroba v Turecku dokonce pokračovala i po jejím skončení v Československu, vozy vznikaly montáží z dovezených dílů a osazovaly se novými jednoduchými karoseriemi. Škoda 1202 se stala posledním z řady osobních automobilů značky s páteřovým rámem a samostatnou karoserií, konstrukčně odvozených od předválečného typu Škoda Popular. Nahradil ji typ Škoda 1203 se samonosnou trambusovou karoserií.

## Historie

### Vývoj

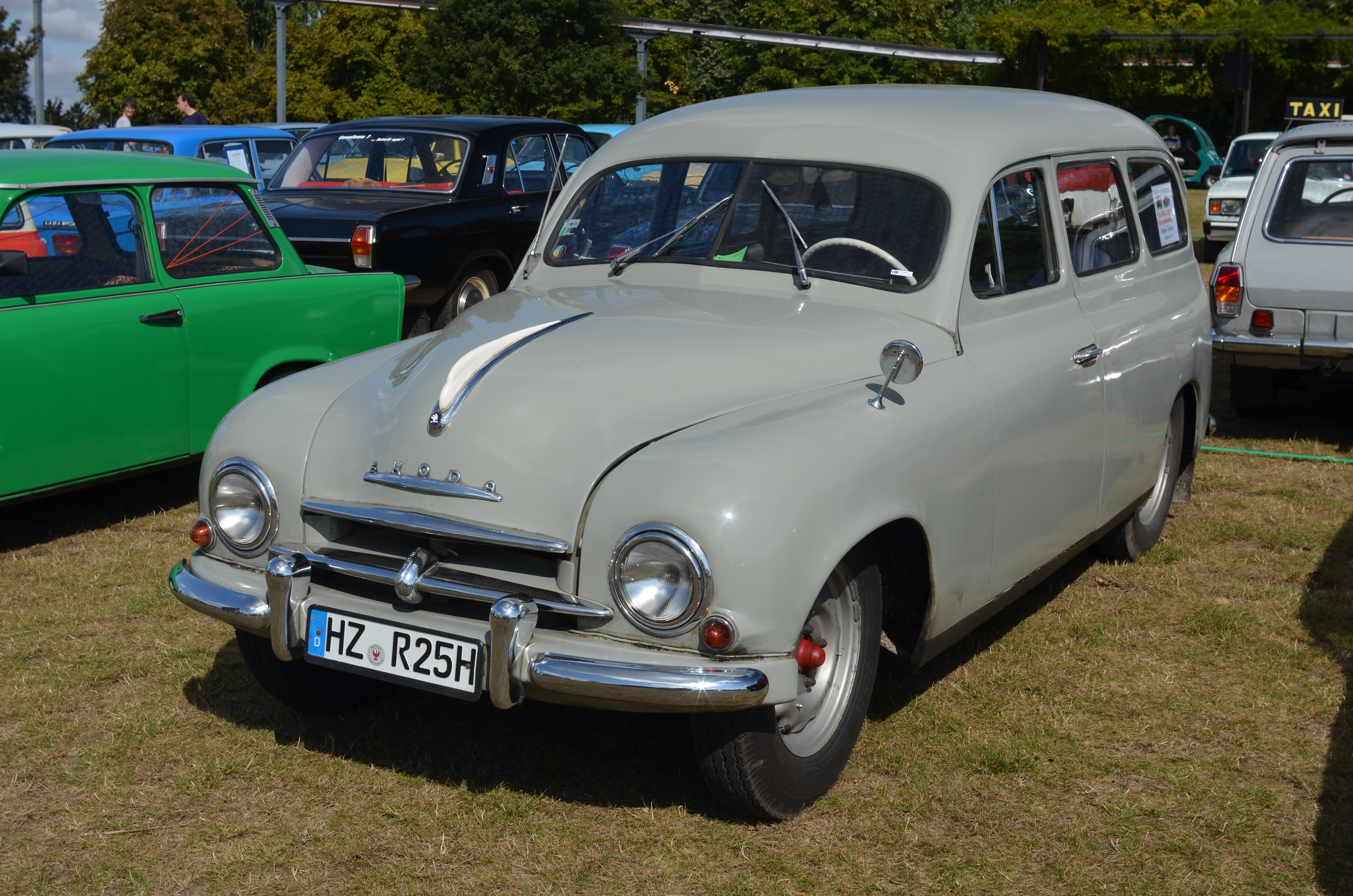
Škoda 1201 STW vyráběná ve Vrchlabí do podzimu 1961

Rozhodnutím Ministerstva automobilového průmyslu z roku 1955 měl AZNP vyvinout dodávkový automobil s trambusovou karoserií, postavený na základě vozu Škoda 1200. Vývoj a výroba měly připadnout tehdy právně samostatnému Automobilovému závodu Vrchlabí (AZV). Ten během let 1956 až 1958 postavil několik prototypů s typovým označením Š 979. V lednu 1958 se AZV stal opět pobočným závodem AZNP Mladá Boleslav. Termín zahájení výroby trambusového vozu stanovený na rok 1960 se již v té době ukázal jako nesplnitelný. V březnu téhož roku nadřízené Ministerstvo automobilového průmyslu rozhodlo o zastavení vývoje trambusového vozu. Místo něj měl závod Vrchlabí až do roku 1963 vyrábět nový vůz, který měl být pouhou modernizovanou verzí stávajících užitkových variant Škody 1201. Tu v té době vyráběly závody AZNP ve Vrchlabí i v Kvasinách v pěti karosářských verzích – sedan, pick-up, STW, dodávka a sanitní/pohřební vůz, přičemž poslední tři se přes podobný tvar karoserie vzájemně značně lišily a to přinášelo zvýšené výrobní i servisní náklady: například karosářské díly se lisovaly v šesti různých závodech (včetně kopřivnické Tatry, hejnické TOFY či vysokomýtské Karosy) a pak se pracně kompletovaly.
Při vývoji nového vozu s obchodním označením Škoda 1202 (interní značení typ 981) byl tedy závod Vrchlabí veden snahou maximálně unifikovat karosářské i podvozkové díly všech vyráběných variant. Základní variantou unifikované karoserie mělo být kombi (STW), doplněné dodávkou a sanitou. Navíc kvůli úspoře výrobního zařízení měla nová karoserie převzít beze změny přední dveře a podlahy z typu Škoda 1201.
Karoserie získala zcela novou přední partii s panoramatickým čelním sklem, jejíž osobitý tvar navrhl designér Raimund Hrubý, a delší záď s rohovými okny. Byla prostornější a modernější, také díky novému vnitřnímu vybavení částečně převzatému z typu Octavia. Základní varianty tvořily třídveřový bohatě prosklený STW (station-wagon) s vodorovně dělenými čtvrtými dveřmi v zádi a dále od něj odvozené verze dodávka a sanitka. V dalších letech přibyly verze pohřební a pick-up, vyráběné v omezeném množství. V roce 1966 vznikl také jediný prototyp valníku.
Další významné změny karoserie zahrnovaly přesun palivové nádrže z motorového prostoru za pravé zadní kolo, asymetrické světlomety, nové stěrače, standardně montované couvací světlo a několik dalších menších úprav. V interiéru se objevila modernější přístrojová deska spolu s volantem a dalšími součástmi převzatými z vozu Škoda Octavia. Vůz dále dostal nové topení a větrání a několik dalších drobnějších vylepšení. Podvozek s motorem byl z typu Škoda 1201 převzat bez větších změn, oproti svému předchůdci pouze typ Škoda 1202 obdržel nové listové péro zadní nápravy a nový spouštěč motoru.
V lednu 1959 byl postaven první prototyp verze STW, následovaný prototypy dodávky a sanitky v červnu resp. říjnu téhož roku. Následovala výroba dalších prototypů a jejich jízdní zkoušky. Vývoj vozu byl oficiálně ukončen v lednu 1960, avšak do zahájení výroby prodělal řadu dalších úprav. Vůz Škoda 1202 byl schválen k provozu ministerstvem dopravy dne 12. září 1961.

### Výroba a modernizace

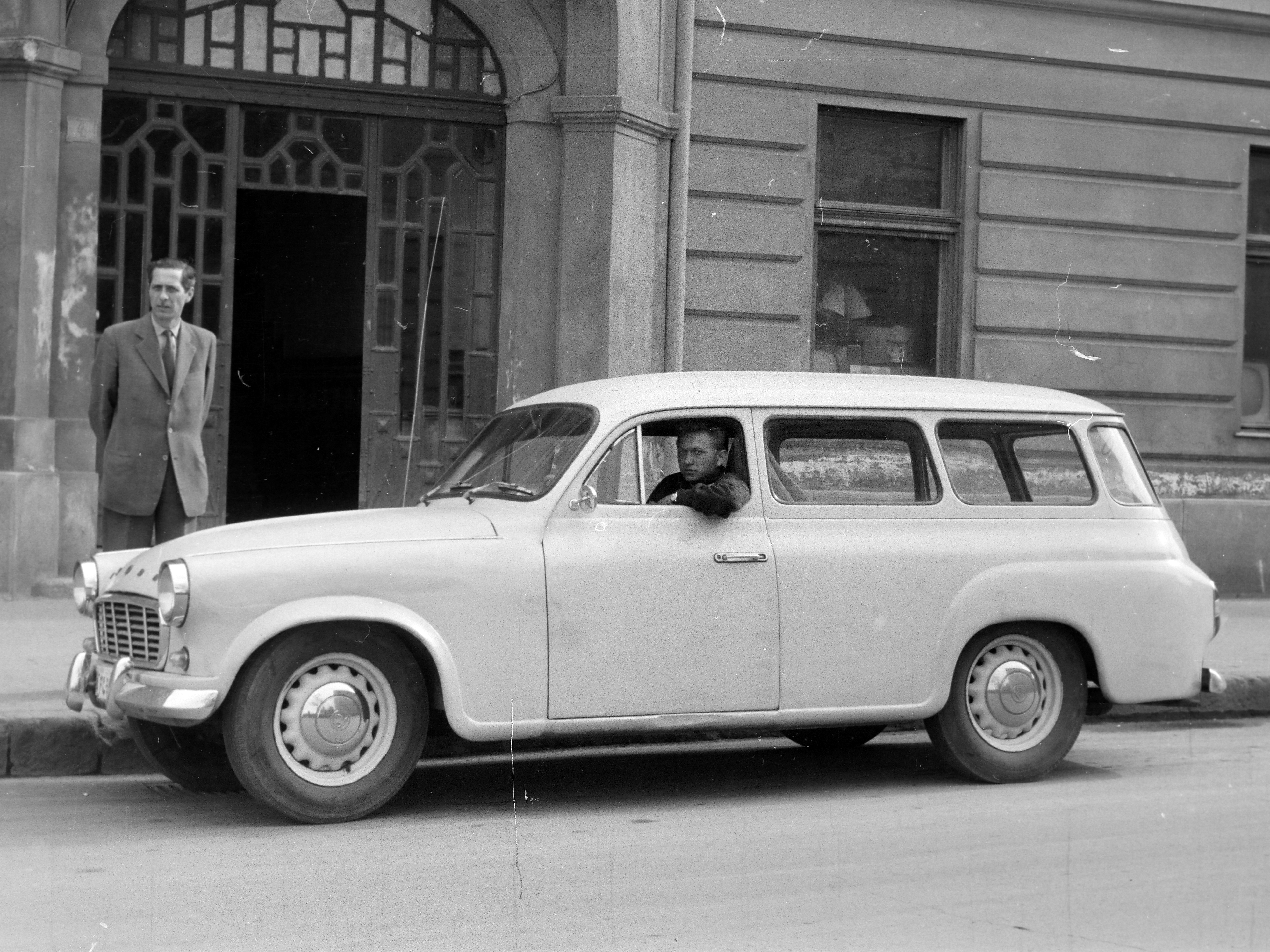
Škoda 1202 STW původního provedení, vyráběná v letech 1961–1962

Výroba karoserie a kompletace typu 1202 byla ve Vrchlabí zahájena v říjnu 1961, podvozky však nadále vznikaly v Mladé Boleslavi. Vůz se vyráběl i s pravostranným řízením pro export do Velké Británie.
Vozy STW z prvních let výroby měly vodorovně žebrovanou masku se čtyřmi svislými lištami a předními nárazníky se svislými prvky (rohy) po vzoru svého předchůdce Š 1201. Modelový rok 1963, započatý v lednu tohoto roku 72. sérií, přinesl první modernizaci vozu. Karoserie byla nově uložena na silentblocích, což významně snížilo hluk a otřesy v interiéru. Prodělala také facelift, při kterém došlo k odstranění svislých lišt masky i rohů nárazníků. Kapota namísto původních velkých písmen Š K O D A, získala menší chromovaný nápis s vodorovnou lištou. Příď vozu tak doznala optického snížení.
Sedadla a výplně dveří dostaly nový potah. Ke stávající verzi STW „Standart“ přibyla varianta „De Luxe“ zvenčí rozpoznatelná podle podélné ozdobné lišty z eloxovaného hliníku na bocích a zádi. Oproti Standartu dostala nové čalounění zavazadlového prostoru a zadních dveří, potažení zadních podběhů koženkou a textilní koberec na podlaze zavazadlového prostoru. Varianta De Luxe byla určena především na export.
Roku 1963 započala sériová výroba varianty pick-up, od podzimu 1964 následované pohřební verzí.
Vozy modelového roku 1965 (80. série od ledna 1965) měly v souladu s novými předpisy změněné zapojení zadních skupinových svítilen a změněnou barvu předních blikačů z bílé na oranžovou. Od 81. série (únor 1965) se zadní náprava začala osazovat teleskopickými tlumiči namísto pákových (kromě sanitní verze). Motor dostal v 85. sérii nový karburátor. Modelový rok 1967 (88. série od ledna 1967) přinesl mimo jiné nové čalounění látkou Pinglet a standardní montáž zástěrek zadních kol. Poslední zásadnější změnu přinesla 98. série (červenec 1969) při níž vůz obdržel modernizovaný motor. Ten měl nový blok a hlavu, zesílený klikový hřídel a písty a další úpravy. Díky těmto změnám dosahoval mírně vyššího výkonu a točivého momentu. Automobil také dostal nové přední blikače shodné s typem Škoda 1203.

### Závěr výroby
V červnu 1968, po mnohaletých průtazích, nastalo ve Vrchlabí dlouho očekávané zahájení výroby vozu Škoda 1203 a výběhový typ Škoda 1202 mu musel postupně uvolnit místo na výrobních linkách. Ještě téhož roku došlo k ukončení sériové výroby všech jeho verzí kromě STW, v roce 1970 skončila výroba provedení STW De Luxe. Sériová výroba provedení Standart byla ukončena v roce 1971. Ještě v roce 1973 se však ze zbylých dílů smontovaly poslední 4 vozy STW De Luxe.
Vůz Škoda 1202 byl posledním z navazující řady „klasických“ automobilů značky Škoda, charakteristických páteřovým rámem a samostatnou karoserií, motorem vpředu a pohonem zadních kol, započaté typem Škoda Popular z poloviny třicátých let 20. století. Automobilka AZNP se v následujících letech plně orientovala na výrobu vozů koncepce „vše vzadu“, počínaje typem Škoda 1000 MB.

## Karosářské verze

### Sériově vyráběné karosářské verze

#### Kombi (STW)

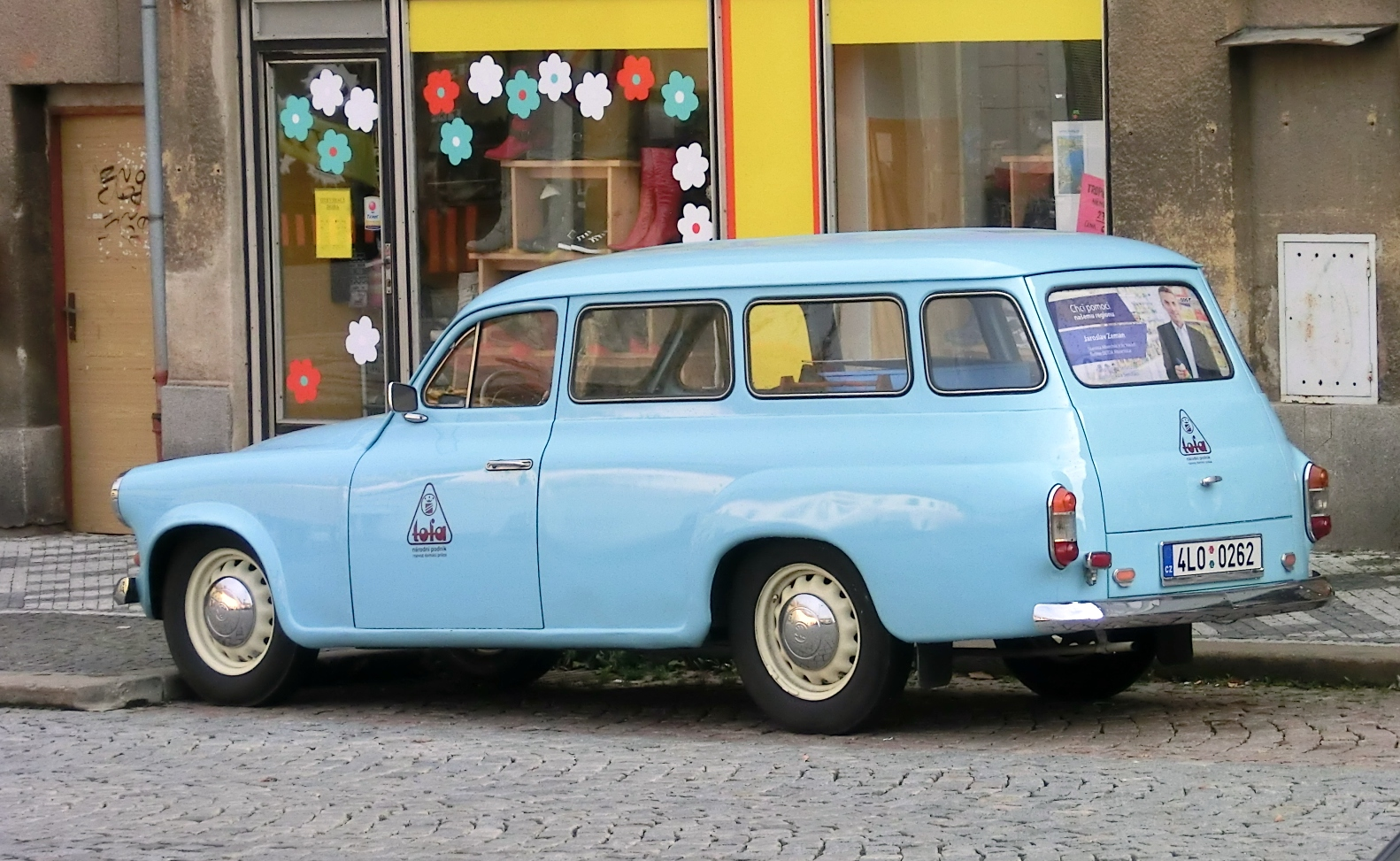
Škoda 1202 STW, provedení Standard

Kombi, označované STW (Station Wagon, hovorově stejšn) nebo též úředně „víceúčelový osobní automobil“ bylo první navrženou a postavenou verzí Škody 1202. Celokovová pontonová karoserie má vnější rozměry 4485×1700×1580 mm. Je vybavena dvěma řadami sedadel, tvořených jednodílnými lavicemi s jednodílnými opěradly. Zadní lavice a opěradlo jsou sklopné, po sklopení vznikne rovná ložná plocha. Vpředu se nachází dvoje boční dveře pro řidiče a spolujezdce, vzadu pouze jedny boční dveře vpravo. Ložný prostor je přístupný zadními dveřmi výklopnými vzhůru, pod nimi mají místo sklopná dvířka kryjící schránku na rezervní kolo. Karoserie je opatřena čelním, zadním a šesti bočními okny, plus zaoblenými okénky v zadních rozích. Zasklení oken je provedeno bezpečnostním křemičitým sklem. Přední dveře mají okna plně stahovací, s výklopnými trojúhelníkovými okénky. Zadní boční dveře jsou vybaveny oknem posuvným. Protější boční okno má standardně pevné zasklení, na přání bylo dodáváno posuvné okno. Za pravým zadním kolem je umístěna palivová nádrž, s nalévacím hrdlem krytým víčkem na pravém boku.
Provedení De Luxe, vyráběné od roku 1963, se zvenčí liší ozdobnou lištou z eloxovaného hliníku na bocích a zádi. Oproti Standartu má nové čalounění zavazadlového prostoru a zadních dveří, potažení zadních podběhů koženkou a textilní koberec na podlaze zavazadlového prostoru.
První prototyp vozu s karoserií STW byl postaven v lednu 1959. Varianta STW se vyráběla nejdéle ze všech karosářských verzí a byla také nejpočetnější. Sériová výroba začala na podzim 1961. Verze Standart se vyráběla do roku 1971 (s výjimkou roku 1970, kdy nevznikl žádný), verze De Luxe skončila sériovou výrobu roku 1970, avšak v roce 1973 byly ještě postaveny 4 vozy STW De Luxe ze zbylých dílů. Celkem vzniklo 13 682 vozů STW Standart a 11 684 vozů STW De Luxe.

#### Dodávka

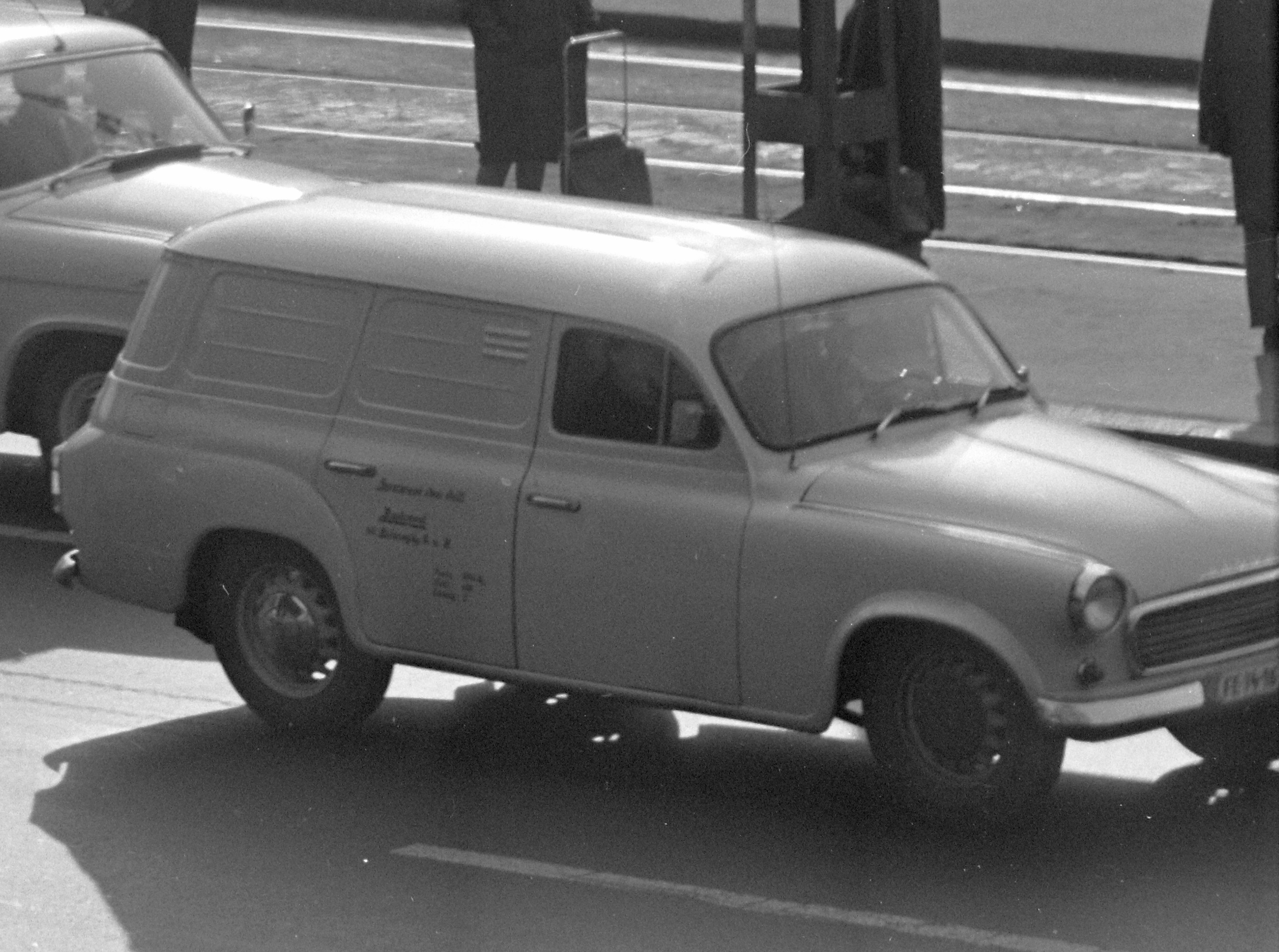
Dodávková Škoda 1202

Dodávková karoserie je odvozena od verze STW a má i shodné vnější rozměry 4485×1700×1580 mm. Navenek se liší zaplechováním zadních bočních oken a rohových okének. Stejně jako STW má i dodávková karoserie troje boční a výklopné zadní dveře. Zaplechování bočních oken je profilované, v zaplechování zadních bočních dveří se nachází větrací štěrbiny. Interiér je opatřen pouze jednou přední lavicí, ložný prostor odděluje od prostoru pro řidiče a spolujezdce plechová přepážka s okénkem. Přístup do ložného prostoru umožňují jednodílné výklopné dveře v zadním čele a zadní boční dveře vpravo. Ložná plocha má zcela rovnou podlahu, krytou dřevěnými lištami. Pod podlahou se vpředu nachází úložný prostor pro nářadí, přístupný zadními bočními dveřmi.
První prototyp vozu s dodávkovou karoserií vznikl v červnu 1959. Sériová výroba začala koncem roku 1961 a skončila v roce 1968. Celkem ve Vrchlabí vzniklo 7850 vozů s dodávkovou karoserií.

#### Sanitka

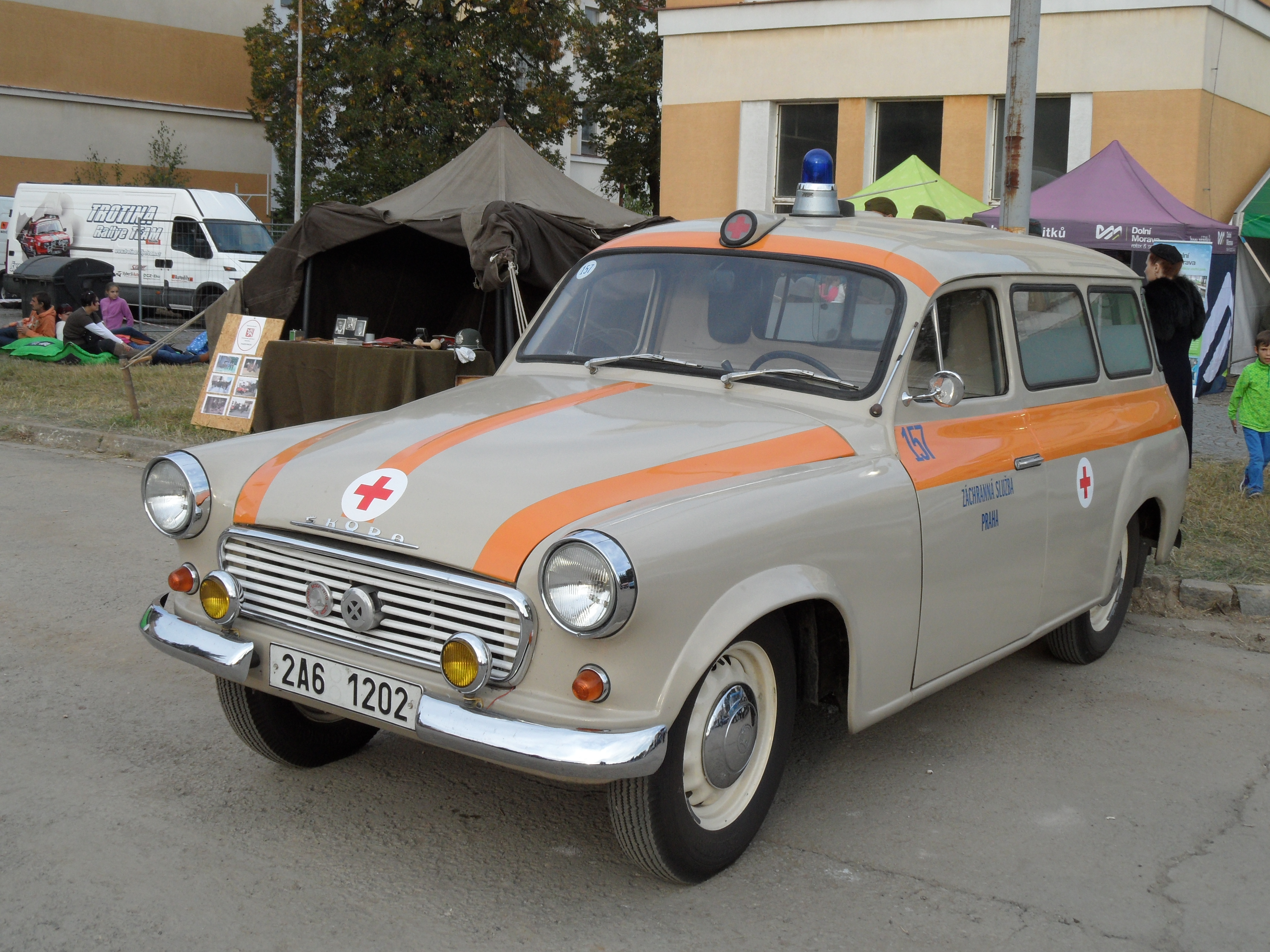
Sanitní Škoda 1202 pražské záchranné služby

Sanitní verze je navenek téměř shodná s variantou STW. Zadní náprava dostala zdokonalené a měkčí pérování. Zadní boční okna a okno v zadních dveřích mají zasklení do poloviny výšky pískované. Nad čelním sklem se nachází integrovaný svítící znak s červeným křížem. Vůz byl vybaven žlutým mlhovým světlem na předním nárazníku. Zadní výklopné dveře jsou v otevřené poloze zajišťovány dvěma vzpěrami (ostatní verze mají jen jednu). Interiér je, podobně jako u dodávky, rozdělen příčnou stěnou s okénkem. Zadní (sanitní) prostor je vybaven výsuvným lůžkem při levé boční stěně. Vpravo je sedadlo s opěradlem, přístupné zadními bočními dveřmi. Na pravém zadním podběhu se nachází nouzové sedátko. Na levém podběhu je síťka pro zdravotnický materiál. Prostor pro pacienta je vybaven vlastním teplovodním topným tělesem.
První prototyp sanitky vznikl v říjnu 1959. Sériová výroba začala koncem roku 1961 a skončila v roce 1969, ještě roku 1970 však proběhla montáž posledních pěti vozů. Celkem vzniklo 12 217 vozů se sanitní karoserií.

#### Pick-up

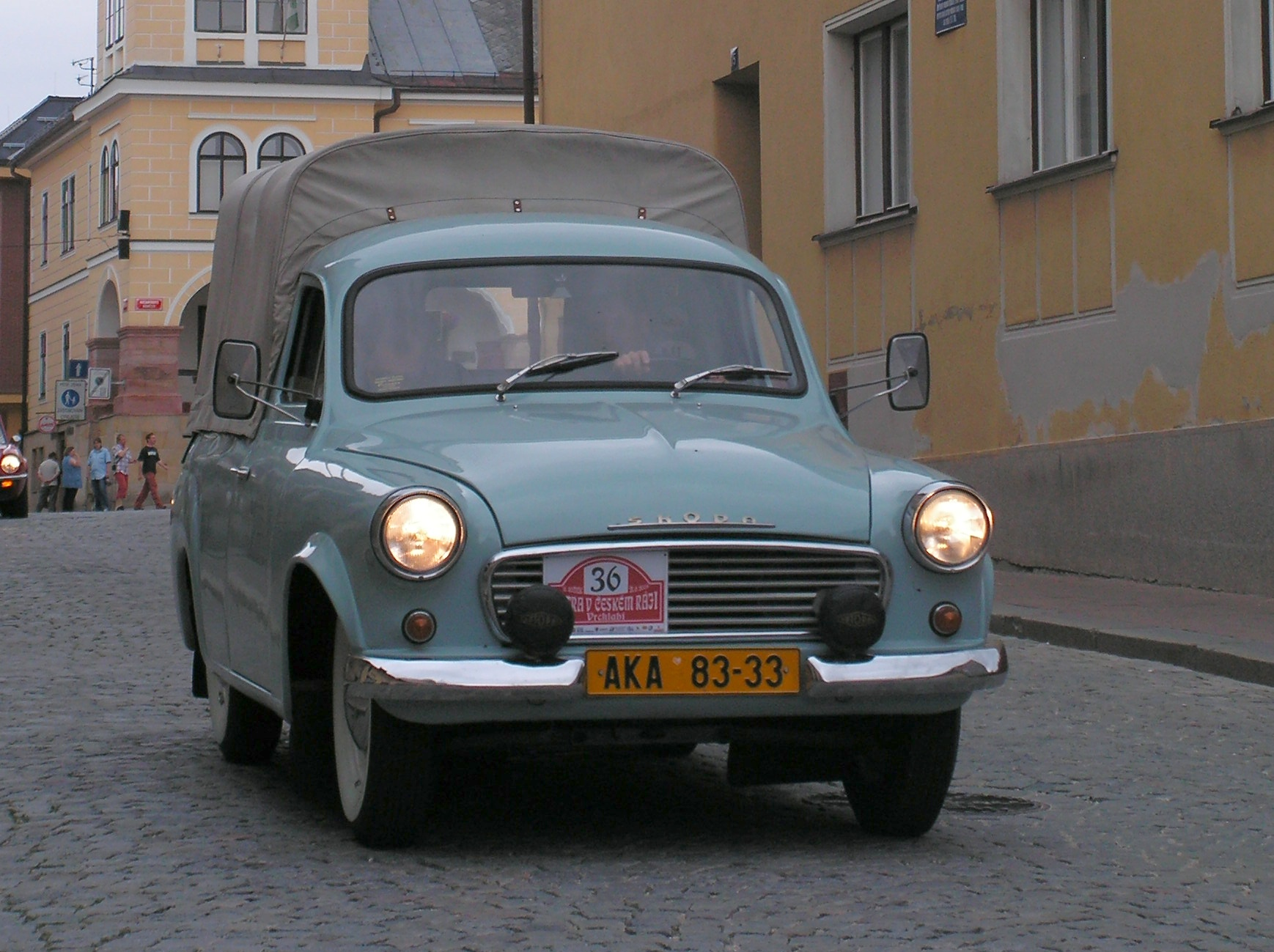
Škoda 1202 pick-up

Verze pick-up se vizuálně nejvíce lišila od ostatních variant. Přední část vozu po B-sloupek byla shodná s ostatními verzemi. Kabinu zezadu zakončovala kolmá plechová stěna, opatřená obdélníkovým okénkem. Provedení stěny bylo obdobné jako dělicí přepážka verzí dodávka a sanita. Za stěnou se nacházela otevřená ložná plocha s rovnou podlahou, krytou dřevěnými lištami (jako u dodávky). Přístup na ložnou plochu umožňovala dvoudílná dvířka v zadním čele, otvíraná do stran. Ložná plocha byla vybavena plachtou upevněnou na čtyřech ocelových obloucích. Oblouky a plachta se daly přesunout za kabinu a tak umožnit přepravu vyšších nákladů.
Prototyp pick-upu vznikl v roce 1961, sériová výroba začala roku 1963. Do ukončení výroby roku 1968 ve Vrchlabí postavili 1783 vozů pick-up. Mnohem větší počet pick-upů však byl smontován v Turecku, viz kapitola Prodeje vozu.

#### Pohřební
Pohřební verze bylo konstrukčně obdobná sanitnímu provedení. Kabinu a prostor pro rakev dělila příčná přepážka. Pro usnadnění manipulace s rakví byly na podlahu ložného prostoru instalovány výsuvné kolejnice. Vzhledem k větší délce rakví byly zadní dveře upraveny osazením rozměrného vypouklého okna z plexiskla. Pohřební vůz se často osazoval střešní zahrádkou pro převoz smutečních věnců. Vůz dostal redukci převodovky, umožňující jízdu krokem ve smutečním průvodu. Vozy byly lakovány černou barvou.
Výroba pohřební verze probíhala v letech 1964–1968, za tuto dobu z Vrchlabí vyjelo 237 vozů.

### Sériově nevyráběné karosářské verze

#### Valník
Prototyp valníčku vznikl pravděpodobně roku 1966. Přední část po B-sloupek se shodovala s pick-upem, vzadu se nacházela dřevěná valníková korba se sklápěcími bočnicemi. Zadní kola kryly samostatné plechové blatníky. Valník se nedostal do sériové výroby.

#### Tahač návěsů
Tahač návěsů byl upravený pick-up, vybavený točnicí. Na Mezinárodním strojírenském veletrhu v Brně v roce 1967 byla vystavena souprava tahače s jednoosým chladírenským návěsem N-1000, výrobce Orličan, n. p. Také tato verze zůstala v prototypu, pravděpodobně kvůli plánovanému brzkému ukončení produkce vozů Škoda 1202.

## Prodeje vozu

### Československo
Vozy na domácím trhu byly převážně prodávány na příděl podnikům, státním orgánům a institucím. Cena kombi Standart na volném trhu v roce 1965 činila 44 000 Kčs, provedení De Luxe stálo 45 600 Kčs.

### Vývoz a montáž vzahraničí
Vozy Škoda 1202 se také vyvážely, a to především do tzv. socialistických zemí. Kromě kompletních vozů mířily na export také rozebrané vozy určené k montáži nebo samostatné podvozky. Toto bylo vynuceno celními bariérami omezujícími nebo prodražujícími dovoz kompletních automobilů.
Samostatnou kapitolou byla montáž vozů Škoda 1202 pick-up v Turecku. Od roku 1964 dovážela istanbulská firma Celik Montaj Ticaret podvozky Škoda 1202 opatřené skeletem karoserie (podlaha, přední blatníky s čelním oknem, zadní podběhy) a dokončovala je v podobě pick-upů. Ty se od vrchlabských výrobků lišily delším zadním převisem a jednodušeji zpracovanou zadní partií s rovným zadním čelem opatřeným jednodílnými sklopnými dveřmi. Firma také na dovezených podvozcích stavěla svébytné verze kombi. Celkem bylo do Turecka vyvezeno 9895 podvozků Škoda 1202. Montáž v Turecku pokračovala i po skončení výroby podvozků v Mladé Boleslavi. Od roku 1971 se montovaly podvozky z dovezených dílů, nově osazené vlastní jednoduchou plechovou karoserií pick-up hranatých tvarů. Tyto vozy nesly označení Škoda 1202 Kamyonet a jejich výroba trvala až do roku 1982.

## Provoz a dochované vozy
Specifické podmínky trhu v Československu umožnily poměrně dlouhou dobu provozování těchto vozů. Trvalý nedostatek dostupných nových automobilů nutil provozovatele (tj. podniky a instituce) stávající vozy místo nahrazení opakovaně opravovat. Časté byly kompletní generální rekonstrukce automobilů s montáží nové karoserie a/nebo motoru. Tento postup byl také administrativně jednodušší než pořízení automobilu zcela nového. Situaci se přizpůsobila i automobilka, která pro tyto účely vyráběla kompletní náhradní karoserie, motory a další díly. Vzhledem ke stavebnicové konstrukci vozů řady 1200/1201/1202 se podvozky starších vozů postupně osazovaly karoseriemi a motory novějších typů. Po takovéto rekonstrukci vznikala prakticky nová vozidla.
V Česku bylo k 30. červnu 2018 v centrálním registru vozidel evidováno 2616 vozů Škoda 1202, z toho více než 90 % verze osobní (STW). Z tohoto počtu je však provozovaných zřejmě pouze malá část, především jako autoveterány ve vlastnictví sběratelů. Řada automobilů se nachází ve sbírkách muzeí v Česku (například Škoda Muzeum) nebo v zahraničí.

## Popis vozu

### Podvozek

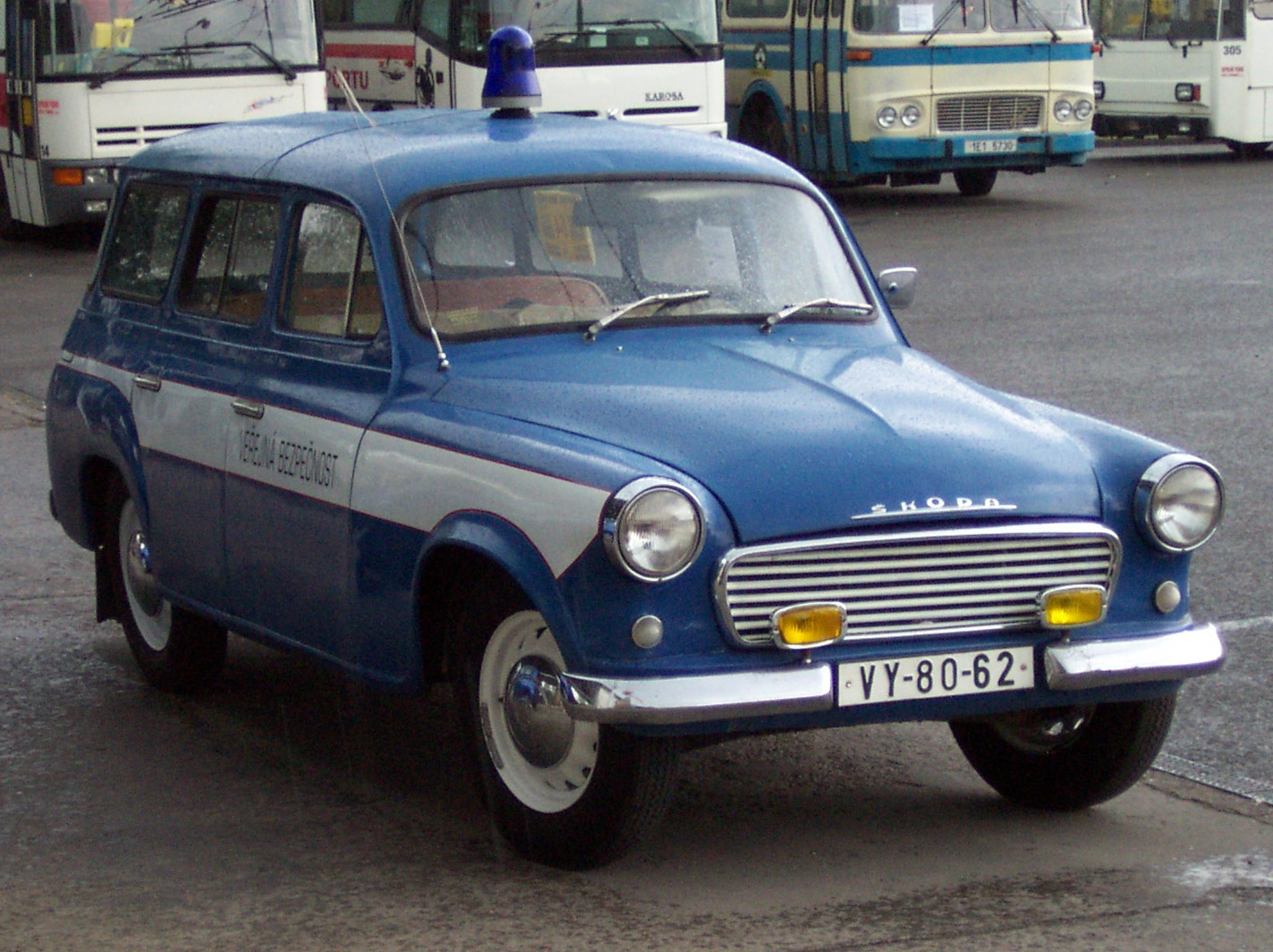
Škoda 1202 STW jako služební vůz Veřejné bezpečnosti

Podvozek je tvořen páteřovým rámem s nosníkem z bezešvé ocelové roury. Vpředu je rám rozvidlen do dvou lisovaných podélníků. Na rámu jsou přivařeny příčné lisované nosníky pro uchycení karoserie. Vzadu je páteřový rám ukončen přírubou pro rozvodovku zadní nápravy. Rámem prochází kloubový hnací hřídel. Podvozek je vybaven centrálním mazáním pomocí nožní pístové pumpy ovládané pedálem. Po jeho sešlápnutí je rozveden mazací olej do čepů přední nápravy, řízení, ložiska spojky a ložiska hnacího hřídele.
Nápravy jsou tvořeny nezávislými výkyvnými polonápravami.
Přední náprava je řiditelná, s lichoběžníkovým zavěšením kol. Spodní rameno tvoří příčná půleliptická listová pružina, horní ramena jsou tvořena rozvidlenými trojúhelníkovými pákami, na jejichž koncích jsou umístěny olejové tlumiče pérování. Nosné pero je opatřeno zajišťovací vzpěrou. Řízení kol je řešeno šroubem s maticí.
Zadní hnací náprava se skládá z polonáprav, tvořených ocelovými bezešvými trubkami. Ty jsou výkyvně zavěšeny na skříni rozvodovky. Náprava je odpružena příčnou půleliptickou listovou pružinou umístěnou nad polonápravami a upevněnou na skříni rozvodovky. Odpružení doplňuje olejový pákový (od 81. série teleskopický) tlumič.
Provozní brzda je hydraulická jednookruhová, s bubnovými brzdami na všech čtyřech kolech. Ruční brzda je mechanická, ovládaná pákou pod přístrojovou deskou.
Disky kol jsou plechové paprskové, rozměry ráfku činí 4,00 E×16″. Ráfky jsou opatřeny pneumatikami rozměru 6,00×16″.

### Pohonné ústrojí
Motor vozu je umístěn vpředu, podélně za přední nápravou, za kterým se nachází převodovka, jež s ním tvoří jeden montážní celek. Uložení motoru na rámu je provedeno ve třech pryžových závěsech (silentblocích).
Typově je motor čtyřtaktní zážehový vodou chlazený řadový čtyřválec s rozvodem OHV. Jeho zdvihový objem činí 1221 cm³, při vrtání válců 72 mm a zdvihu pístů 75 mm. Kompresní poměr má hodnotu 7,5:1 resp. 7,8:1 (od 98. série). Nejvyšší krátkodobý výkon motoru podle normy SAE dosahuje 34,6 kW (47 k) při 4500 ot./min., resp. 37,5 kW (51 k) při 4600 ot./min. (od 98. série). Největší krouticí moment stanovovaný dle normy SAE dosahuje 85,3 Nm při 3000 ot./min., resp. 88,2 Nm při 3000 ot./min. (od 98. série). Suchá hmotnost motoru je udávána 103 kg.
Voda k chlazení motoru prochází nuceným oběhem pomocí odstředivého čerpadla. Proudění vzduchu chladičem podporuje čtyřlistý ventilátor, poháněný klínovým řemenem od klikové hřídele. Tlakové mazání motoru zajišťuje zubové čerpadlo. Blok motoru je opatřen vyměnitelnými vložkami válců, z vnější strany přímo chlazenými vodou (tzv. „mokré vložky“). Kliková hřídel je uložena ve třech kluzných ložiscích. Blok motoru i hlava válců jsou odlity z šedé litiny, písty z hliníkové slitiny.
Přípravu palivové směsi zajišťuje spádový karburátor JIKOV 32 SOPc, resp. JIKOV 32 BS 21 (od 85. série). Palivo proudí z nádrže nuceně pomocí membránového čerpadla, hnaného vačkovou hřídelí. Obdélná plechová palivová nádrž o objemu 38 litrů je umístěna v pravém zadním podběhu. Spotřeba vozu při 2/3 maximální rychlosti činí 9,4 l benzínu a 0,1 l oleje na 100 km.
Převodovka je mechanická čtyřstupňová se zpětným chodem. Má synchronizaci II., III. a IV. stupně. Čtvrtý rychlostní stupeň tvoří přímý záběr. Řadicí páka se nachází na sloupku řízení pod volantem. Spojka je suchá kotoučová jednolamelová. Rozvodovka se nachází na zadní nápravě a stálý převod činí 4,78 (sanita) nebo 5,25 (ostatní verze).
Tabulka technických parametrů motoru:
| typ                             | Škoda 1202                                    | Škoda 1202                                    |        |
| ------------------------------- | --------------------------------------------- | --------------------------------------------- | ------ |
| série                           | 67. – 97.                                     | 98. – 107.                                    |        |
| Zdvihový objem                  | 1221 cm³                                      | 1221 cm³                                      |        |
| Vrtání                          | 72 mm                                         | 72 mm                                         |        |
| Zdvih                           | 75 mm                                         | 75 mm                                         |        |
| Kompresní poměr                 | 7,5:1                                         | 7,8:1                                         |        |
| Maximální výkon (SAE)           | 34,6 kW (47 k) při 4500 ot./min               | 37,5 kW (51 k) při 4600 ot./min               |        |
| Maximální krouticí moment (SAE) | 85,3 Nm při 3000 ot./min                      | 88,2 Nm při 3000 ot./min                      |        |
| karburátor                      | spádový JIKOV 32 SOPc (32 BD 21 od 85. série) | spádový JIKOV 32 SOPc (32 BD 21 od 85. série) |        |
| Suchá hmotnost motoru           | 103 kg                                        | 103 kg                                        | 103 kg |

### Elektrická výzbroj
Elektrická výzbroj vozu pracuje s napětím 12 V. Zdrojem energie je dvanáctivoltové dynamo o výkonu 200 W (od února 1968 300 W), hnané stejným klínovým řemenem jako ventilátor. Akumulátorová baterie o kapacitě 45 Ah (později 50 Ah) je umístěna v motorovém prostoru. Elektrický startér má výkon 0,8 k. K elektrickému příslušenství patří zapalování motoru, tvořené zapalovací cívkou, rozdělovačem a svíčkami. Pořadí zapalování válců je 1-3-4-2. Elektrické příslušenství je značky PAL.
Součástí elektrického příslušenství je také osvětlovací soustava, tvořená hlavními světlomety, koncovými svítilnami, osvětlením tabulky SPZ vzadu, svítilnou v motorovém prostoru, osvětlením přístrojové desky a stropní svítilnou. Sanitní vozy jsou navíc vybaveny mlhovým světlometem vpředu a zvláštními signálními svítilnami.

### Karoserie a interiér
Karoserii vozu tvoří celokovová skořepina. Je zhotovená z elektricky svařovaných plechových dílů a potažená ocelovými plechy tloušťky 0,8 mm a 1 mm. Karoserie je na podvozku usazena pomocí osmi pryžových lůžek umístěných na příčkách rámu a na skříni rozvodovky. Karoserie a šasi jsou spojeny pomocí osmi šroubů. Karoserie je lakována syntetickým lakem. Přední sedadlo je lavicové posuvné, se společným opěrákem. Zadní sedadlo je taktéž jednodílné lavicové. Potah tvoří kombinace koženky a potahové látky. Dveře a stěny jsou čalouněny stejným materiálem jako sedadla, strop je potažen koženkou.
Přístrojová deska obsahuje palivoměr, rychloměr s počítadlem kilometrů a teploměr chladicí kapaliny. Uprostřed je mřížka reproduktoru, vpravo uzavíratelná schránka. Na horní straně u předního okna se nacházejí výdechy teplovodního topení, sloužící k jeho odmrazování. Volant je dvouramenný s vnitřním kruhem spouštějícím houkačku.

### Výroba a technické údaje
Údaje dle Gereg:Sedan a jeho příbuzní.
| Karoserie             | STW                              | dodávka                          | sanita                           | pohřební                         | pick-up                          |
| --------------------- | -------------------------------- | -------------------------------- | -------------------------------- | -------------------------------- | -------------------------------- |
| Výroba                | 1961–1973                        | 1961–1968                        | 1961–1970                        | 1964–1968                        | 1961–1968                        |
| Vyrobeno vozů         | 25 366                           | 7 850                            | 12 217                           | 237                              | 1 783                            |
| Pohotovostní hmotnost | 1100 kg                          | 1080 kg                          | 1160 kg                          | 1065 kg                          | 1015 kg                          |
| Užitečná hmotnost     | 650 kg                           | 650 kg                           | 370 kg                           | 350 kg                           | 710 kg                           |
| Celková hmotnost      | 1750 kg                          | 1730 kg                          | 1530 kg                          | 1415 kg                          | 1725 kg                          |
| Délka                 | 4485 mm                          | 4485 mm                          | 4485 mm                          | 4485 mm                          | 4485 mm                          |
| Výška                 | 1580 mm                          | 1580 mm                          | 1580 mm                          | 1580 mm                          | 1700 mm (s plachtou)             |
| Šířka                 | 1700 mm                          | 1700 mm                          | 1700 mm                          | 1700 mm                          | 1700 mm                          |
| Rozvor                | 2685 mm                          | 2685 mm                          | 2685 mm                          | 2685 mm                          | 2685 mm                          |
| Rozchod               | 1250/1320 mm (přední/zadní kola) | 1250/1320 mm (přední/zadní kola) | 1250/1320 mm (přední/zadní kola) | 1250/1320 mm (přední/zadní kola) | 1250/1320 mm (přední/zadní kola) |
| Světlá výška          | 190 mm                           | 190 mm                           | 190 mm                           | 190 mm                           | 190 mm                           |
| Pneumatiky            | 6,00×16                          | 6,00×16                          | 6,00×16                          | 6,00×16                          | 6,00×16                          |
| Nejvyšší rychlost     | 100 km/h                         | 100 km/h                         | 100 km/h                         | 100 km/h                         | 100 km/h                         |